# Pulau Kitang
Pulau Kitang – niewielka wyspa na Zatoce Brunei (Morze Południowochińskie) w mukimie Labu w dystrykcie Temburang w Brunei. Jest podłużnego kształtu, długości ok. 0,45 km i szerokości ok. 0,2 km. Położona jest u wybrzeży wyspy Pulau Selirong, na wysokości ujścia rzeki Sungai Sigupang.
Wyspa pokryta jest mokradłami oraz lasami mangrowymi.